# ヴァレリー・ペクレス
ヴァレリー・ペクレス（Valérie Pécresse、1967年7月14日 - ）は、フランスの政治家。現在、イル＝ド＝フランス地域圏知事。ヌイイ＝シュル＝セーヌ出身。共和党所属。知日派としても知られる。
デジタル経済大臣、研究大臣、予算大臣、国務院長を歴任した。

## 来歴

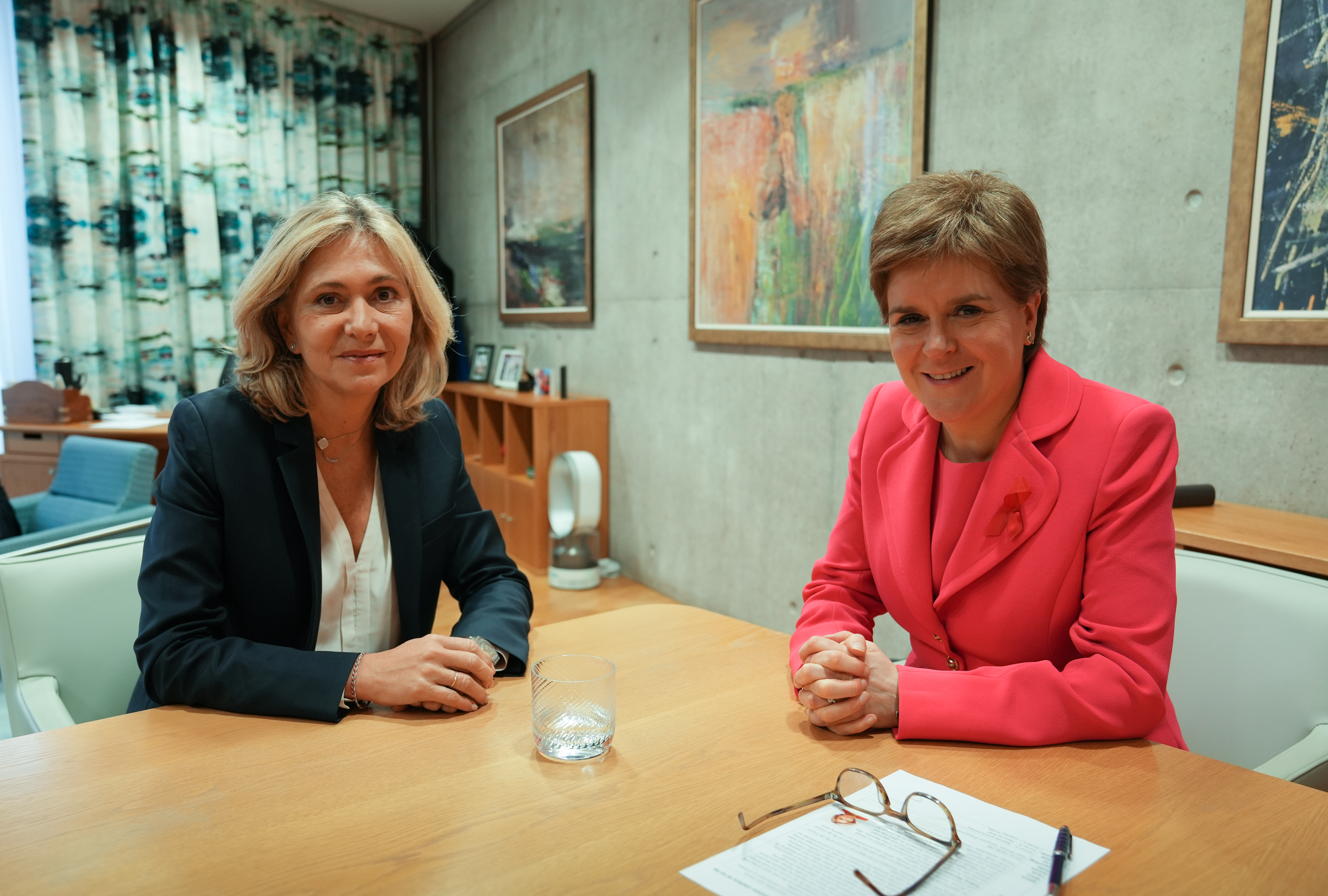
スコットランド首相のニコラ・スタージョンと（2022年12月1日）

父親はボロレ・テレコムの社長を務めたドミニク・ルー。青年期にヤルタで開催されたピオネールの夏季学校でロシア語を学ぶ。バカロレア取得後に日本語学習を開始し、東京でビデオカメラや酒の販売に従事しつつ、自身の日本語を完成させた。リセ・プリヴェ・サント＝ジュヌヴィエーヴ（私立サント＝ジュヌヴィエーヴ高校）の経済商科準備級（Classes préparatoires économiques et commerciales）を経て1989年商業系グランゼコールのHEC経営大学院を卒業。次いでパリ・ドーフィン大学での準備を経て、フランス国立行政学院（ENA）入学。1990年入学・1992年卒業組の「コンドルセ」プロモシオンの同期中次席でENAを卒業した。
ENA卒業後国務院入省。国務院では起訴部門に入りフランス通信社（AFP）の上級評議会にも参加した。また1992年から1998年までパリ政治学院で憲法学を教える。
1998年、大統領府に入り、ジャック・シラク大統領の演説原稿の起草を担当する。
2002年の下院議会選挙にイヴリーヌ県を選挙区として国民運動連合（現在の共和党）から立候補し初当選。2004年からはイル＝ド＝フランス地域圏議会議員に選出されたほか、国民運動連合の報道官も担当した。2007年フランソワ・フィヨン内閣の高等教育・研究大臣として入閣し2011年まで在任。その後、財務相（2011-2012年）に転じた。2015年よりイル＝ド＝フランス地域圏知事。
2021年7月に翌年の大統領選挙の共和党候補を選ぶ党予備選への立候補を表明。12月4日の決選投票で61％の票を獲得して勝利し公認候補に決まる。同党が大統領選で女性候補を擁立するのは初であった。2022年4月10日の第1回目投票では得票率4.80%で5位となり、決選投票に進めず落選した。

## 人物
日本語を学びソニーでインターン経験もある知日派として知られ現在も基本的な日本語を話せる。2021年11月には日仏の相互理解に寄与したとして日本政府より旭日中綬章が授与されることが決定した。
二男一女の母。